# 太田市立宝泉小学校
太田市立宝泉小学校 (おおたしりつほうせんしょうがっこう)は、群馬県太田市にある公立小学校である。

## 概要
1884年8月1日に由良威光寺に公立由良小学校として開校したのが始まりである。国際教室があり、ブラジル、ペルー、フィリピンなどの多国籍の児童を受け入れている。
また、本校は選挙の第16区投票所となっている。

## 沿革
- 1884年8月1日 - 由良威光寺に開校 (公立由良小学校)。

## 学区
以下の町丁が太田市立宝泉小学校の学区である。
- 由良町林
- 由良町諏訪
- 由良町北上
- 由良町西上
- 別所町
- 沖野町
- 西野谷町
- 上田島1区
- 上田島2区
- 宝町

## 周辺
- 太田市立大隅俊平美術館
- 太田宝泉郵便局